# Cauchemar (folklore)
Pour les articles homonymes, voir Cauchemar.

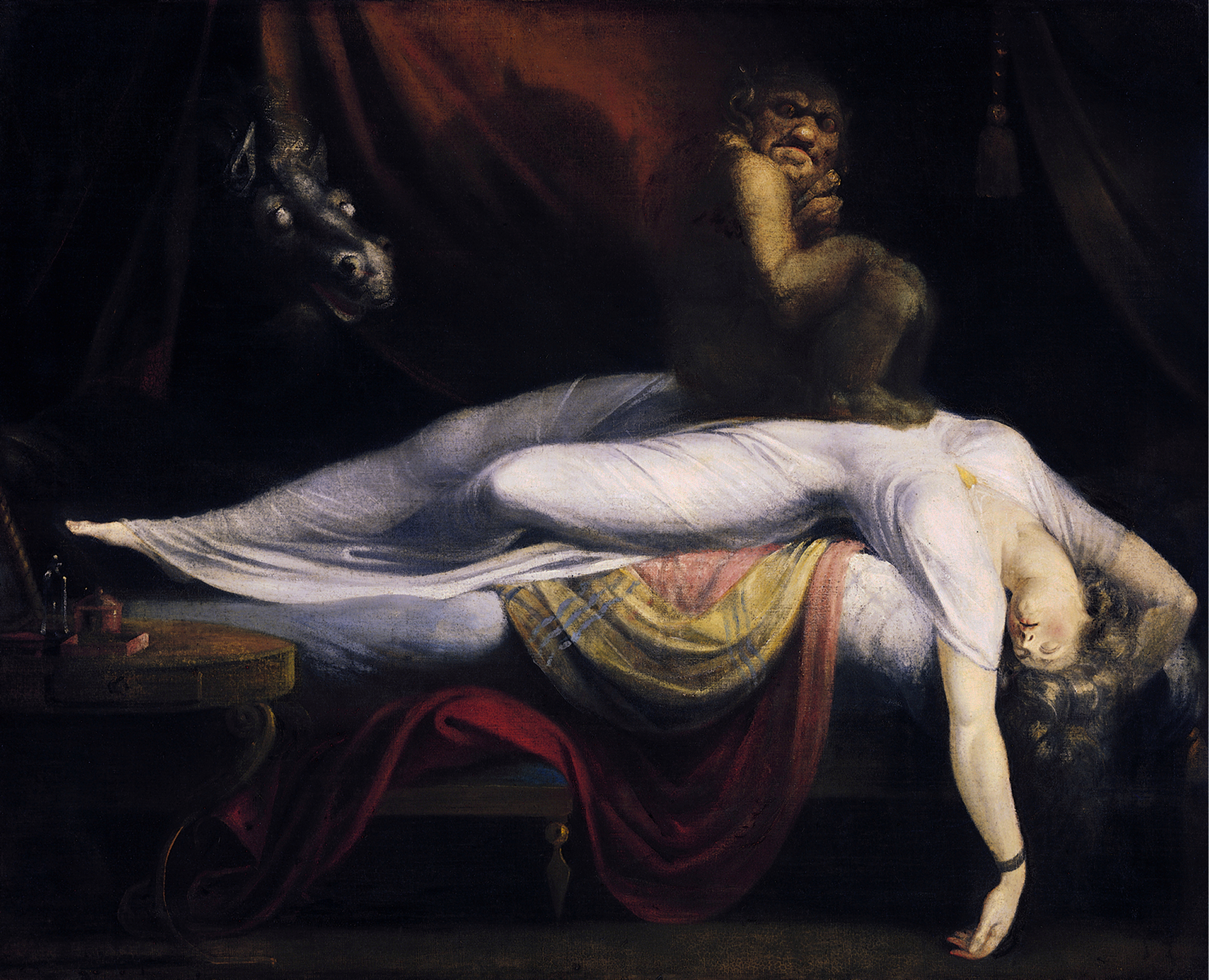
Le Cauchemar, Johann Heinrich Füssli.

Un cauchemar fut longtemps considéré, dans plusieurs traditions populaires, comme une créature s'asseyant durant la nuit sur le torse de sa victime, l'empêchant de respirer correctement.
Le terme cauchemar dérive de cauquemaire, utilisé au XVe siècle. Il est formé de caucher et de mare.
- Caucher dérive de cauchier (« presser »), qui est un probable croisement entre l'ancien français chauchier (« fouler, presser ») XIIe siècle, le latin calcare (« talonner, fouler aux pieds »), et la forme picarde cauquer[2].
- Mare provient du mot picard mare, emprunté au moyen néerlandais mare (« fantôme »), avec le même sens en allemand et en anglais[1],[2]. La mara ou mare est un type de spectre femelle malveillant dans le folklore scandinave[3].

Cauchemar a eu une orthographe différente en fonction des localités et des époques : cochemare (1694), cochemar (1718), cauchemare, cauquemare (Picardie), cauquevieille (Lyon), chauchi-vieilli (Isère), chauche-vieille (Rhône), chaouche-vielio (Languedoc), cauquemare, quauquemaire (sorcière), cochemar.

## Déclinaison régionales

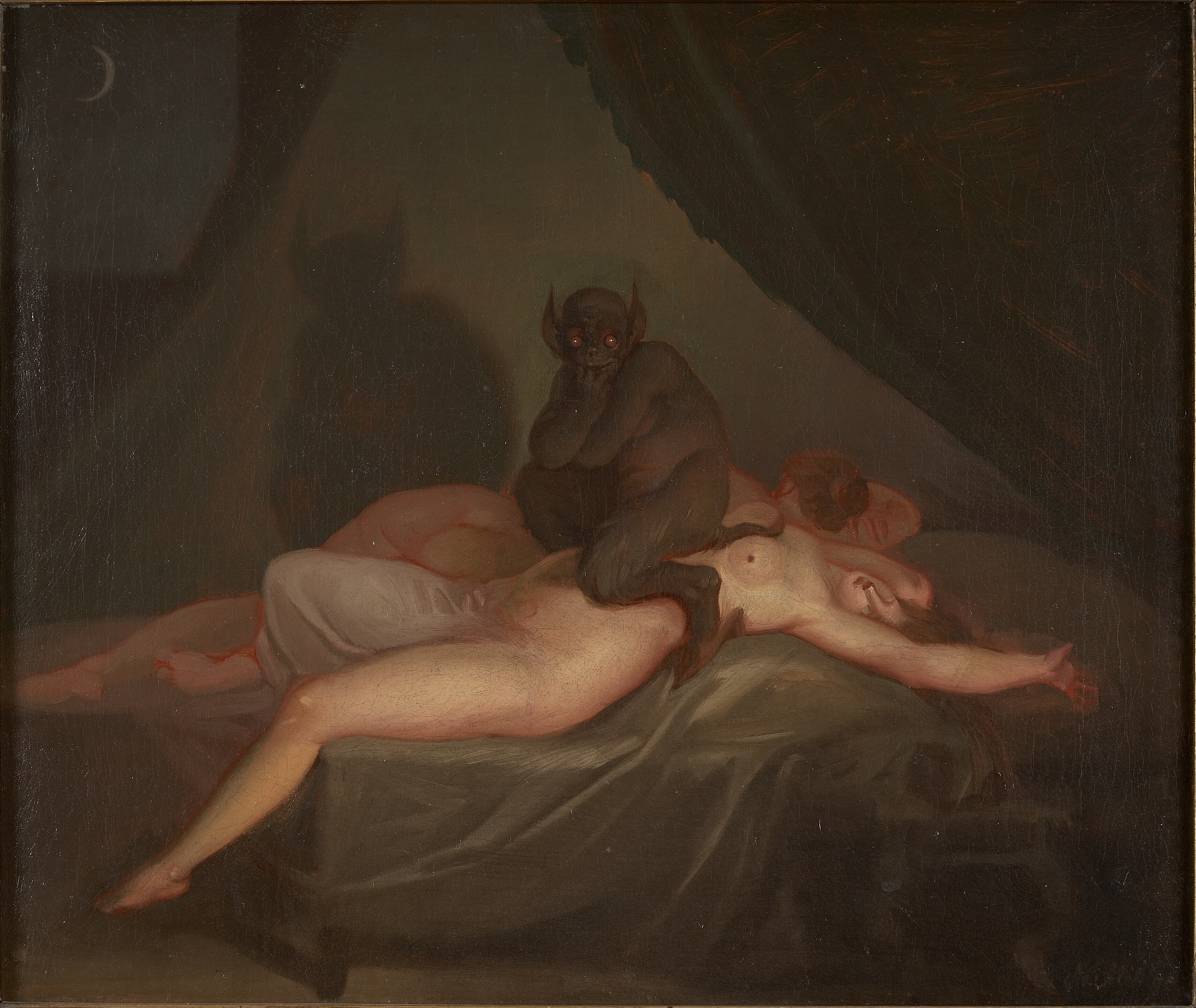
Le cauchemar, de Nicolai Abraham Abildgaard

### Folklore scandinave
Mara ou Marh est un esprit malfaisant de la mythologie nordique et du folklore scandinave et germanique, qui perturbe le sommeil et provoque les cauchemars.
La mara est capable de se dématérialiser pour voyager entre les dimensions[réf. nécessaire], mais aussi de passer par une serrure ou sous une porte afin de trouver une personne endormie à importuner. Elle s'assoit alors sur le buste de sa victime impuissante, endormie et incapable de se défendre, pour provoquer toutes sortes de cauchemars. Le poids de la mara pouvait aussi donner des difficultés à respirer, voire des suffocations.
La mara pouvait aussi chevaucher en laissant ses montures exténuées et couvertes de sueur au matin. Parfois, elle tirait les cheveux de la bête ou de sa victime humaine, provoquant calvities et démangeaisons. Les arbres pouvaient eux aussi souffrir des mara qui leur arrachaient les branches et les feuilles. D'ailleurs, les petits sapins côtiers sont connus en Suède sous le nom de « martallar », qui signifie sapins de mare.
L'Ynglinga saga de Snorri Sturluson mentionne les maras : 

« Il [Vanlandi] fut pris d'une torpeur et se coucha pour dormir, mais il n'y avait pas longtemps qu'il dormait, qu'il hurla et dit que la Mara le foulait aux pieds. Ses hommes se précipitèrent pour l'aider ; mais lorsqu'ils lui saisissaient la tête, elle lui foulait les jambes de telle sorte qu'elles se brisaient presque, et lorsqu'ils lui saisissaient les jambes, elle lui étouffait la tête, si bien qu'il en mourut »

— Régis Boyer, Le monde du double, la magie chez les anciens scandinaves

« Celui qui dort sur le dos est parfois étouffé par des esprits dans l'air qui le harassent de toutes sortes d'attaques et de tyrannies et lui détériorent si brutalement le sang que l'homme gît fort épuisé, ne parvient pas à se ressaisir et pense que c'est la mara qui est en train de le chevaucher »

— Livre suédois du XVIe siècle
Dans la tradition scandinave, la chevauchée s'applique par tradition aux sorcières, notamment la mara, être féminin qui chevauche les gens ou animaux pendant leur sommeil.
Dans la mythologie scandinave, profondément magique, la chevauchée s'inscrit dans le langage : chevaucher le soir (kveldrídha), chevaucher dans le noir (túnrídha), chevaucher sous forme de troll (trollrídha), rídha signifiant « chevaucher ». Selon Régis Boyer, par chevauchée il faut entendre capter et domestiquer le Hugr à des fins hostiles. Or le Hugr est un principe actif universel qui peut parfois être capté par des gens malveillants pour produire des effets nuisibles. Le Hugr se matérialise alors à des fins utilitaires et provoque notamment des maladies, riska, contraction de ridska (de rídha, « chevaucher »).

### Folklore occitan et provençal
La sarramauca est un personnage féminin imaginaire qui, dans les croyances populaires de l'Occitanie et des Pyrénées, venait la nuit perturber le sommeil des dormeurs en les écrasant sous son poids.
Sarramauca signifie en occitan « serre (la) poitrine (ou le ventre) ». C'est l'équivalent de la Chauchevieille, Caucavielha que l'on retrouve jusqu'à Lyon et en Suisse, de la pesadilla des Pyrénées espagnoles ou une foule d'autres personnages assimilés au Cauchemar, dont la caractéristique est d'intervenir dans le sommeil et de provoquer sensations d'oppression et d'étouffement, d'écrasement, pouvant aller jusqu'à la mort.
La sarramauca était souvent invoquée dans des morts inexpliquées de personnes, dont beaucoup d'enfants. Il est à peu près certain que les symptômes ressentis pouvaient être  aussi bien ceux d'une mauvaise digestion, que de maladies diverses, et pour beaucoup de nourrissons l'étouffement provoqué par leur propre mère ou leur nourrice, compte tenu des conditions de promiscuité fréquentes aux siècles passés.
La protection contre la sarramauca ou ses équivalents était la même que celle employée contre la sorcellerie : prières et formules à réciter, rameaux de fenouil ou d'aubépine, etc.
Une légende dit qu'une femme, tourmentée par la sarramauca, imagina de se protéger en posant sur sa poitrine des penches, peignes à carder à longues dents acérées. Dans la nuit, elle entendit une voix épouvantable lui crier : « Et si je les retournais ? », et c'est ce qui lui arriva : elle fut transpercée par ses propres peignes.
Plusieurs procès de sorcellerie ont eu pour objet des accusations d'étouffement nocturne, notamment à Seix, en Couserans (Ariège).